# Axiocerses styx
Axiocerses styx är en fjärilsart som beskrevs av Hans Rebel 1908. Axiocerses styx ingår i släktet Axiocerses och familjen juvelvingar. Inga underarter finns listade i Catalogue of Life.